# انسجام حركي
نظرية الانسجام الحركي  ( أو كما تعرف بالإنجليزية Muscle synergies ) هي مفهوم للآلية العصبية للاتصال بين الجهاز العصبي المركزي (كالدماغ والحبل الشوكي) ونظام العضلات في جسم الإنسان (أثبتت أيضا وجودها في القطط والضفادع والفئران). وقد لاقت هذه النظرية إقبالا من الباحثين المتخصصين في علوم الخلايا العصبية. وتنص النظرية على أن آلية تكوين أي حركة بواسطة جسم الإنسان تعتمد بشكل مبدأي على آلية إرسال أمر عصبي على شكل مبسط للحركة، هذا الأمر العصبي مصدره الجهاز العصبي المركزي الأعلى (الدماغ)، أما التفاصيل التقنية للحركة فيتم تنسيقه بواسطة الطبقات السفلى للدماغ والحبل الشوكي التي بدورها تصنف العضلات بمختلف أشكالها إلى مجموعات وطبقات وتتعامل مع كل مجموعة أو طبقة بواسطة الأوامر العصبية المبسطة القادمة من الدماغ.

## البداية
العالم نيكولاي بريستن (Nikolai Bernstein) اقترح وجود ألية تأزر العضلات لتسهيل عملية فهم نظام التحكم بالعضلات والتي بالأصل مبنية على أساس أنها متعددة الاستخدامات (مثال: لتحريك مفصل الكتف، توجد هناك ما يقل عن 10 عضلات يمكن أن تنظم بأشكال مختلفة حركة الكتف. وقد تختلف طريقة تنظيم حركة انقباض العضلات لتحريك الكتف من شخص لأخر حتى ولو كانت الحركة الظاهرة متشابهة). هذه الآلية الخاصة بشبكة العضلات والموجودة في الكائنات الحية التي تعتمد بحركتها على العضلات. والعبرة في وجود هذه الخاصية يكمن أنه في الحركات الطويلة والمتعبة (الركض مثلا) يمكن ان تقوم بعض العضلات المسؤولة عن التوازن بتبادل العمل فيما بينها لتفادي التعب السريع.